# Триъгълник на смъртта (България)
Вижте пояснителната страница за други значения на Триъгълник на смъртта.
Триъгълникът на смъртта е широко разпространен жаргонен термин, разпространен сред военнослужещите в Българската народна армия от началото на 1960-те до края на 1990-те години. Той се отнася за 3-те района с военни поделения край Елхово (дванадесети мотострелкови полк), град Грудово (днес Средец, шестнадесети мотострелкови полк) и граничното село Звездец (тридесет и трети мотострелкови полк) в Югоизточна България.

## Название
Триъгълникът на смъртта се появява като термин сред българските войници заради близостта на 3-те армейски поделения до границата с Турция и отдалечеността им от столицата София. Военната служба в 3-те поделения е считана за изключително тежка поради факта, че в по-голямата част от периода на използване на термина Народна република България е член на Организацията на Варшавския договор, а презграничната Турция, считана тогава за основен противник на страната, е член на Организацията на Северноатлантическия договор.
Освен с тежката военна служба 3-те казармени района са известни сред наборните войници и с малкото дни, които им се отпускат за домашен отпуск. Част от българските военни, които вземат участие в Пражката пролет през 1968, са именно от Триъгълника на смъртта.
По неписано правило в 3-те поделения (днес те са закрити) са изпращани предимно млади офицери, жадни за успешна военна кариера. Голяма част от наборните военнослужещи, които са се провинили в други военни поделения в страната, също са изпращани в някое от тези 3 поделения.
Терминът добива широка популярност в българската армия през 1970-те и 1980-те години, когато много от командирите заплашват наборните войници с командироване в „Триъгълника на смъртта“. Така терминът се превръща в нарицателно име за тежка военна служба дори за наборните войници, които никога не са служили в някой от трите района.